# Claudio Lamachia
Claudio Pacheco Prates Lamachia (Porto Alegre, 1961) é um advogado brasileiro, foi presidente da Ordem dos Advogados do Brasil (OAB)  pelo triênio de 2016-2018 e presidente da União dos Advogados de Língua Portuguesa.

## Biografia
Antes de se tornar presidente da OAB nacional em 2016, o gaúcho Lamachia foi vice-presidente da entidade e presidente da OAB-RS por duas gestões (2007/2009 e 2010/2012). Lamachia é visto como duro na defesa dos interesses da advocacia. Em 2015 Lamachia foi eleito como conselheiro Federal com quase 80% dos votos válidos, sendo o maior resultado eleitoral de todas as seccionais da OAB em que concorreram mais de uma chapa. Foi, ainda, presidente da União dos Advogados de Língua Portuguesa entre 2018 e 2019.

## Posicionamentos

### CPMF
Em seu discurso de posse, Lamachia se manifestou contrário ao projeto do então governo de Dilma de reativar a Contribuição Provisória sobre Movimentação Financeira (CPMF).

### Impeachment de Dilma Rousseff
Em 18 de março de 2015, a OAB, por 26 votos a 2, decidiu apoiar o pedido de impeachment, baseada no parecer do advogado Érick Venâncio. Em 23 de março, a entidade anunciou que, a partir do relatório, iria protocolar um novo pedido de impedimento. Em reunião do Conselho Federal da OAB, 26 das 27 bancadas estaduais da Ordem votaram a favor do apoio à instauração do processo; somente a do Pará votou contra.
Em 28 de março de 2016, a OAB enviou um novo pedido de impeachment à Câmara dos Deputados, apoiado por centenas de advogados, conselheiros federais e presidentes de seccionais. O presidente da Ordem, Claudio Lamachia, afirmou se tratar de uma decisão respaldada pelos dirigentes nacionais, os quais foram eleitos por quase um milhão de advogados do país. O presidente disse que a OAB não é do governo nem da oposição, tendo como norte os cidadãos.

### Anistia ao Caixa 2
Em novembro de 2016, se posicionou contrário a anistia de crimes de corrupção, debatido pela Câmara dos Deputados, como uma emenda para incluir no pacote das 10 Medidas contra a corrupção. "É surreal a possibilidade de a Câmara dos Deputados atuar em desconformidade com o interesse público, aprovando uma anistia para a prática criminosa do caixa dois e outros desvios relacionados, como corrupção e lavagem de dinheiro", declarou Lamachia.

### Afastamento de Renan Calheiros
Em 2 de dezembro de 2016, o presidente da OAB, Claudio Lamachia, defendeu o afastamento imediato do presidente do Senado, Renan Calheiros, após Renan ter virado réu por peculato, no Supremo Tribunal Federal (STF). Em comunicado, Lamachia diz que "não se trata aqui de fazer juízo de valor quanto à culpabilidade do senador Renan Calheiros, uma vez que o processo que o investiga não está concluído". Para o presidente da OAB, o pedido de afastamento de Renan Calheiros “trata-se de zelo pelas instituições da República”.

### Impeachment de Michel Temer
Após uma reunião do colegiado no fim de semana dos dias 20 e 21 de maio de 2017, a Ordem dos Advogados do Brasil decidiu, por 25 votos a 1, que irá protocolar um pedido de impeachment do presidente Michel Temer por prevaricação, acusando-o de não comunicar as autoridades sobre os crimes praticados pelo empresário e dono da JBS, Joesley Batista. Lamachia afirmou que "todo teor da conversa é gravíssimo", referindo-se ao conteúdo da gravação entre Joesley e Temer, ocorrido no dia 7 de março de 2017 no Palácio do Jaburu.